# TIME ZONE
「TIME ZONE」（タイム・ゾーン）は男闘呼組の3枚目のシングルで、1989年2月28日に発売された。

## 内容
表題曲の「TIME ZONE」は時計メーカー「セイコー」のCMソングに起用されていた。シングル表題曲でタイアップを獲得した作品は当楽曲のみである。カップリング曲の「秋 -It's a ballad-」は、前作のシングル「秋」をバラード風にリメイクしたものである。
2枚目のアルバム『男闘呼組 二枚目』には収録されておらず、表題曲は2枚目のベスト・アルバム『NEW BEST 男闘呼組』に、カップリング曲は1枚目のベスト・アルバム『BEST OF BALLADS』にそれぞれ初めて収録された。
1989年末に放送された「第40回NHK紅白歌合戦」（第2部）へ2年連続2回目の出場を果たしたが、男闘呼組の紅白出演はこの年が最後となっている。

## 収録曲
作詞：大津あきら　作曲・編曲：Mark Davis
1. TIME ZONE
2. 秋 IT’S A BALLAD

## 参加ミュージシャン
- 前田耕陽 - ボーカル、キーボード
- 成田昭次 - ボーカル、ギター
- 高橋和也 - ボーカル、ベース
- 岡本健一 - ボーカル、ギター
  - 小関純匡 - ドラム
  - 馬飼野康二 - キーボード

## 販売形態
| 規格 | 発売日        | リリース    | 品番     | 備考                                                                                                 |
| ---- | ------------- | ----------- | -------- | --- |
| EP   | 1989年2月28日 | BMGビクター | B07S-42  | A面：TIME ZONE B面：秋 It's a ballad                                                                 |
| CT   | 1989年2月28日 | BMGビクター | B10T-42  | A面：TIME ZONE（歌入り／オリジナル・カラオケ） B面：秋 It's a ballad（歌入り／オリジナル・カラオケ） |
| CD   | 1989年2月28日 | BMGビクター | B10D-119 | 1：TIME ZONE 2：秋 It's a ballad                                                                     |

## 収録アルバム
- TIME ZONE
  - NEW BEST 男闘呼組（1994年）[5]
  - HIT COLLECTION（1999年）[8]
  - オムニバスアルバム『続・青春歌年鑑 '89 PLUS』（2002年）[9]

- 秋 -It's a ballad-
  - BEST OF BALLADS（1992年）[6]
  - NEW BEST 男闘呼組（1994年）[5]

『NEW BEST 男闘呼組』の収録曲に「秋」と書かれているが、収録はこちらのバージョン